# Prionolabis liponeura
Prionolabis liponeura är en tvåvingeart som först beskrevs av Alexander 1930.  Prionolabis liponeura ingår i släktet Prionolabis och familjen småharkrankar. Inga underarter finns listade i Catalogue of Life.